# Зорбінг

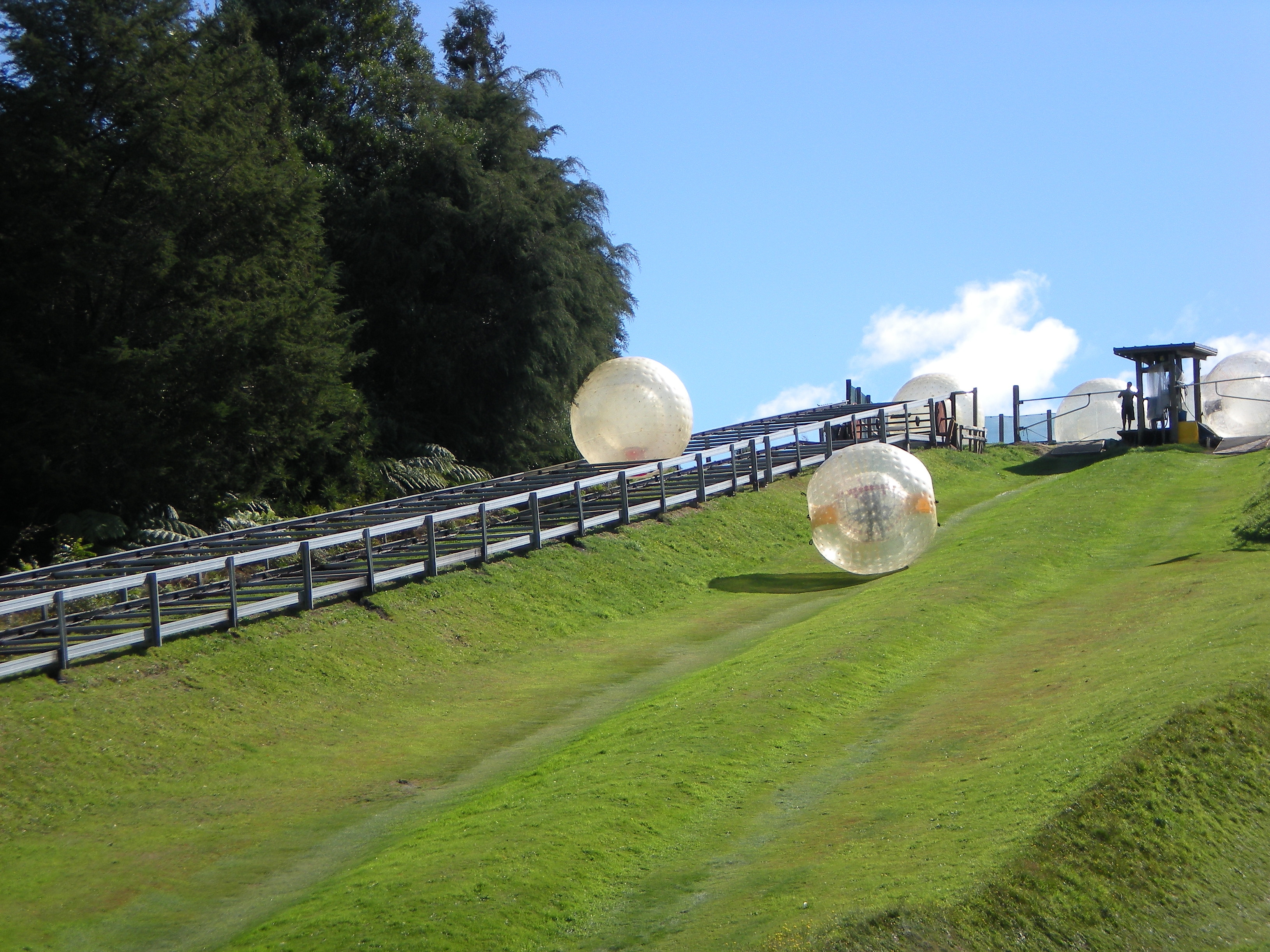
Спуск у зорбі зі схилу

Зо́рбінг (сфе́рінг, о́рбінг) — різновид активного відпочинку чи спорт, що полягає в спуску людини у круглій прозорій полімерній кулі, зорбі, з гори або пов'язаний з перетинанням водойм всередині аналогічної кулі. Різновид зорбінгу — зорб-футбол, за якого футболісти без шкоди для себе активно перекочуються та стикаються між собою.

## Будова зорба

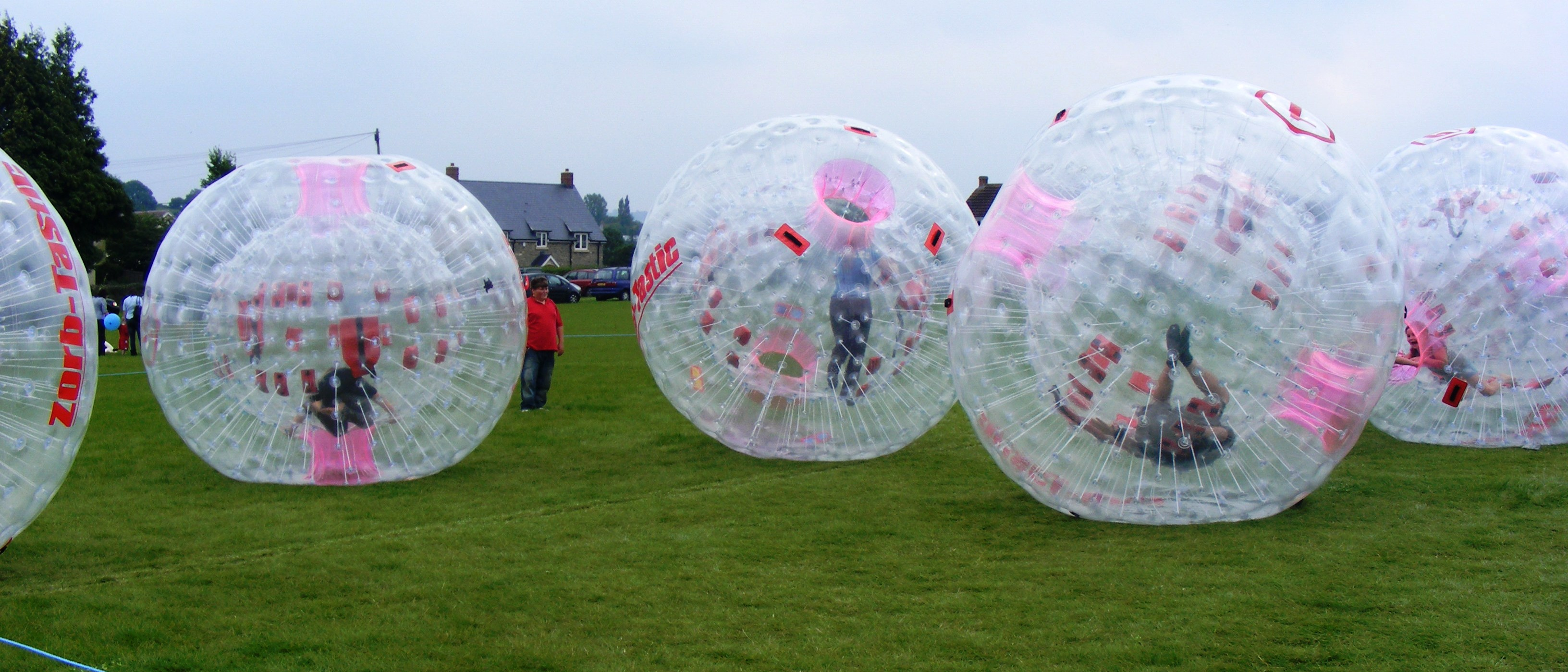
Люди в наземних зорбах

Зорб складається з двох поліуретанових або ПВХ сфер, вкладених одна в іншу, простір між якими заповнений повітрям. Товщина сфери складає від 0,7 мм до 1,7 мм. Всередині може поміщатися, залежно від розміру сфери, одна людина чи двоє. Йдучи чи біжучи всередині зорба, людина змушує сферу котитися. Вхід до зорба може лишатися відкритим, закриватися корком або застібкою-блискавкою.
Зовнішній діаметр зорба складає від 2,1 м до 3 м. Внутрішня сфера з'єднана із зовнішньою за допомогою численних строп. Повітряний прошарок між сферами слугує для амортизації ударів, які можуть виникнути при спуску зорба з височин.

## Історія

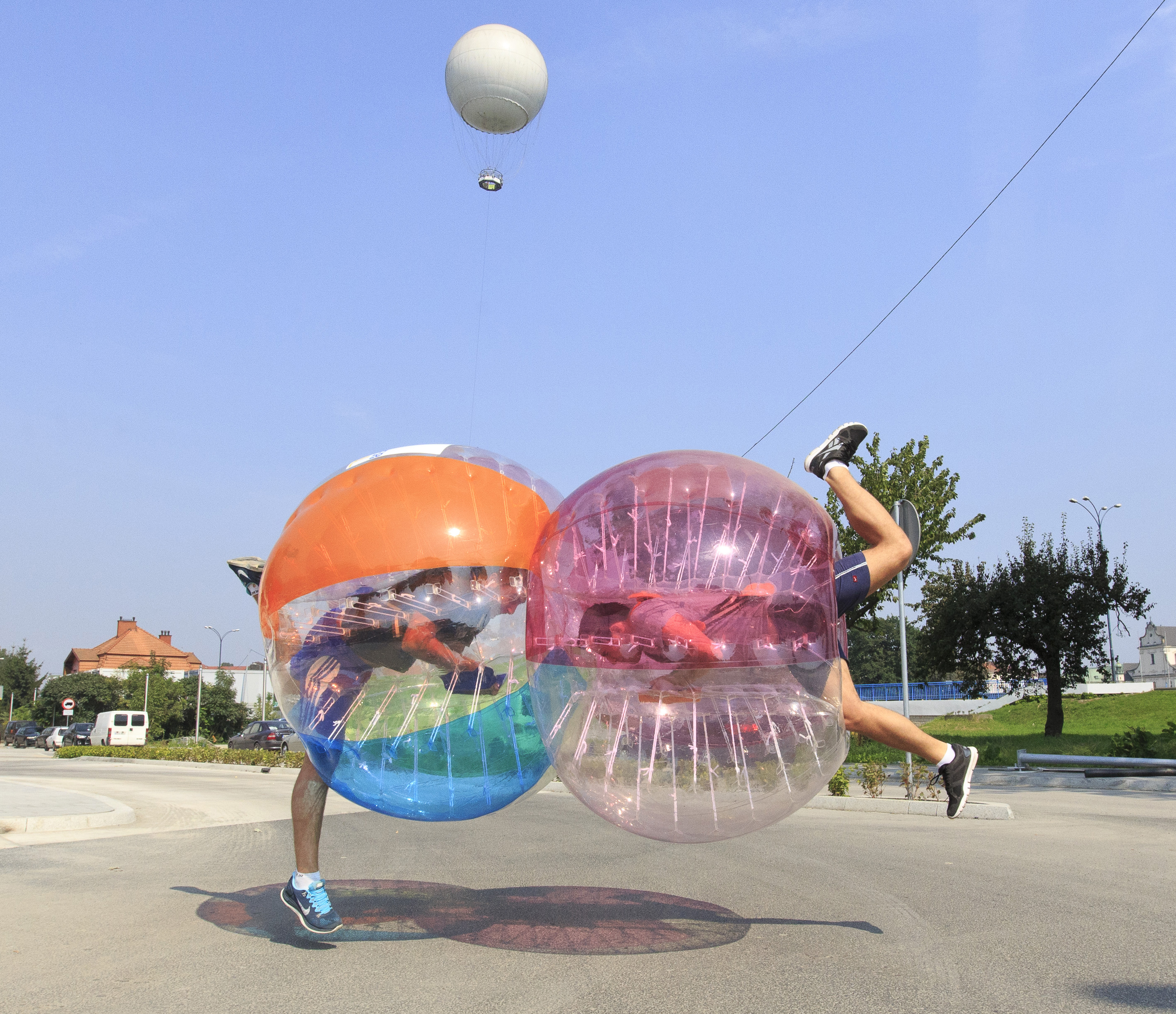
Зорб-футбол

Перші зорби з'явились в 1973 році. Вони були розраховані для домашніх гризунів. Вперше ідея залізти в надувну кулю і спуститися в ній з гори спала на думку французу Жилю Еберсольту в 1973 році. Однак, перший зорб значно поступався в розмірах сучасному і придуманий був, як альтернатива спуску на сноубордах у засніжених горах. У 1980 відбулася перша згадка такого пристрою в пресі, у французькому журналі «Presse Pratique». Наступного року ці кулі вперше почали використовуватися комерційно для розваг при спуску з височини в Монако та Ізраїлі. Популяризації зорбів посприяла їхня поява у фільмі «Обладунки Бога 2» (1991) і шоу «Гладіатори» (1990).
У 1994 році Двейн ван дер Слюйс і Ендрю Екерс вдосконалили апарат у Австралії та Новій Зеландії та назвали його «зорб». Разом з двома іншими підприємцями вони заснували ZORB Limited і зайнялись комерцією.
У 2001 році до Оксфордського словника було занесено слово «зорбінг», яке там визначено як: «спорт, у якому учасник тримається всередині великої капсули, прозорої кулі, яка потім котиться по землі або вниз по пагорбу» (англ. "a sport in which a participant is secured inside an inner capsule in a large, transparent ball which is then rolled along the ground or down hills").

## Класифікація

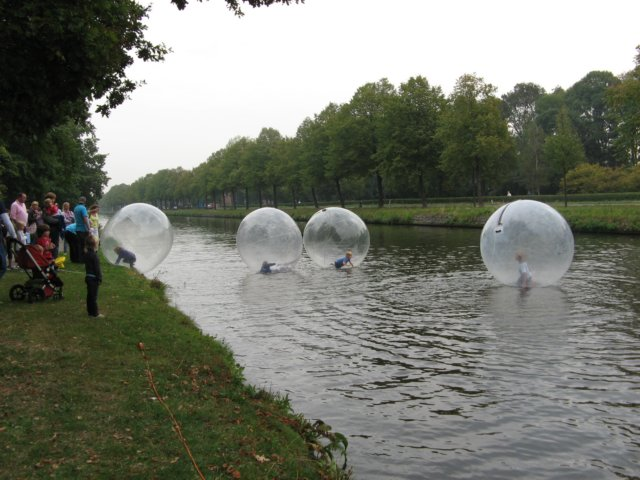
Аквазорбінг

- Hill zorbing (скочування зі схилів)
  - Harness hill zorbing (з кріпленням всередині зорба)
  - Free hill zorbing (без кріплень зорбонавта)
  - Run zorbing (біг по рівній горизонтальній поверхні)
  - Hill run zorbing (збігання зі схилів)
- Hydro zorbing (гідрозорбінг — скочування зі схилів у зорбі, наповненому водою)
  - Harness hydro zorbing (скочування зі схилів пристебнутої всередині зорба людини)
  - Run hydro zorbing (збігання зі схилів у зорбі, наповненому водою)
- Aqua (water) zorbing (зорбінг на водній поверхні: ходьба, біг, фітнес-вправи)
  - Harness aqua zorbing (прив'язаний до катера зорб з пристебнутим всередині зорбонавтом)
- Snow zorbing (скочування з крижаних і снігових схилів)
  - Harness snow hill zorbing (з кріпленням всередині зорба)
  - Free snow hill zorbing (без кріплень зорбонавта)
  - Run snow zorbing (біг по рівній горизонтальній поверхні)
  - Snow hill run zorbing (збігання зі схилів)
- Aero zorbing (аерозорбінг — зорбінг всередині аеротруби)
- Night LED zorbing (нічний світлодіодний зорбінг — зорбінг у нічний час у сяйливому зорбі)

## Безпека
Хоча амортизаційна конструкція зорбів запобігає багатьом серйозним травмам, легкі травми, такі як синці та подряпини, часто можуть бути завдані зіткненням з твердими предметами або через спотикання, коли куля котиться по схилу. Незважаючи на те, що важкі травми трапляються рідко, відомі випадки, коли діти втрачали свідомість через брак кисню всередині сфери, та навіть смертельні випадки. Комісія з безпеки споживчих товарів США закликала користувачів зорбів припинити використання таких сфер для ходьби по воді «через потенційний ризик задухи та утоплення» і повідомляє, що кілька штатів заборонили їхнє використання.